# Хроматий Римский
Хрома́тий (лат. Chromatius, III век) — святой мученик Римский. День памяти — 11 августа.

## Биография
Во время правления императора Диоклетиана Хроматий был заместителем префекта в Риме. Известно, что во время правления императора Карина он осудил на смерть нескольких мучеников. Позже был обращен в христианство святым Транквиллином и крещён священником Поликарпом. Это произошло из-за того, что Транквиллин рассказал о своём излечении от подагры во время крещения. Поскольку Хроматий страдал от того же недуга, он послал за Поликарпом, который крестил Транквиллина, и также исцелился после крещения.
Святой Хроматий имел нескольких детей, в том числе его сыном был святой мученик Тибуртий, который прославился помимо прочего тем, что освободил 1400 рабов. Хроматий укрывал его в своём доме во время гонений на христиан.
После казни сына Хроматий скрылся. Он принял мученическую смерть в III веке, но подробных свидетельств о его страданиях не сохранилось.
Святой Хроматий упоминается в нескольких древних мартирологиях вместе со своим сыном Тибуртием.